# لوکا آکینو
لوکا آکینو (انگلیسی: Luca Aquino؛ زادهٔ ۱ ژوئن ۱۹۷۴) موسیقی‌دان اهل ایتالیا است.